# Henk Bezemer
Henk Bezemer (1946 - 6 oktober 2016) was een Nederlandse zeiler, avonturier, journalist en zeilschrijver.
Bezemer studeerde in 1976 af in de pedagogiek aan de Rijksuniversiteit te Utrecht. Twee jaar later werd hij benoemd tot wetenschappelijk medewerker aan die universiteit. In de jaren 80 raakte hij nauw betrokken bij het tijdschrift Zeilen en werd "(...) een markante en gezichtsbepalende persoon in de zeiljournalistiek."  Het meest bekend is hij geworden van de solo-zeiltocht die hij in 1990 maakte van Nederland naar de Azoren en terug in een klein zeiljacht type Waarschip 570. In 1994 deed hij dit nogmaals, maar nu zonder kompas of moderne navigatie-apparatuur. De tocht heeft hij vervolgens beschreven in het blad Zeilen. Deze reis en andere beschreef hij later ook in het boek Vier zomers zeilen, wat ondertussen is uitgegroeid tot een van de zeilklassiekers in Nederland.